# Couple produit-marché
 (juin 2022).
Si vous disposez d'ouvrages ou d'articles de référence ou si vous connaissez des sites web de qualité traitant du thème abordé ici, merci de compléter l'article en donnant les références utiles à sa vérifiabilité et en les liant à la section « Notes et références ».

Un couple produit-marché est un segment de marché défini par le type de produit ou service et par le type de client. Exemple : 